# Виндзор и Мейденхед
Виндзор и Мейденхед (англ. Windsor and Maidenhead) — унитарная единица со статусом королевского боро на востоке церемониального графства Беркшир. Главный и крупнейший город унитарной единицы — Мейденхед (население — 58 тыс. чел.).

## История
Образована 1 апреля 1998 года путём преобразования района Виндзор и Мэйденхэд неметропольного графства Беркшир в унитарную единицу (Local Government Commission for England (1992)).

## География
Унитарная единица Виндзор и Мейденхед занимает площадь 197 км² и граничит на юго-востоке с церемониальным графством Суррей, на юго-западе с унитарной единицей Брэкнелл Форест, на западе с унитарной единицей Уокингем, на севере с церемониальным графством Бакингемшир и унитарной единицей Слау.

## Население
На территории унитарной единицы Виндзор и Мейденхед проживают 133 626 человек, при средней плотности населения 680 чел./км² (2001 год).

## Состав
В состав района входят 3 города:
- Виндзор
- Итон
- Мейденхед

и 14 общин (англ. civil parish):
- Бишам
- Брей
- Кукхем[англ.]
- Кокс-Грин
- Дэтчет[англ.]
- Хортон
- Херли
- Олд-Виндзор[англ.]
- Шоттсбрук[англ.]
- Саннингдейл
- Саннингхилл-энд-Аскот[англ.]
- Уолтем-Сейнт-Лоренс[англ.]
- Уайт-Уолтем[англ.]
- Рейсбери[англ.]

## Политика
В совете унитарной единицы Виндзор и Мейденхед заседают 56 депутатов, избранных в 23 округах. В результате последних выборов 50 мест в совете занимают консерваторы.

## Экономика
На территории унитарной единицы Виндзор и Мейденхед, в городе Виндзор, расположена штаб-квартира британской компании Centrica, занимающейся хранением и поставками газа, снабжением потребителей электроэнергией, а также оказанием сервисных услуг. Акции компании входят в базу расчёта индекса FTSE 100. В том же городе расположена штаб-квартира крупной компании Morgan Crucible, производителя углепластиков и керамики для промышленных целей; акции компании входят в базу расчёта индекса FTSE 250.
В городе Мейденхед расположена штаб-квартиры крупных компаний The Rank Group, занимающейся игорным бизнесом, SDL International, занимающейся локализацией и тестированием программного обеспечения, DS Smith, производителя упаковки; акции компаний входят в базу расчёта индекса FTSE 250.

## Спорт
В городе Мейденхед базируется футбольный клуб «Мейденхед Юнайтед», основанный в 1870 году, и выступающий в сезоне 2010/2011 в Южной Конференции. «Мейденхед Юнайтед» принимает соперников на стадионе Йорк Роуд (3 тыс. зрителей).